# Huang Xuechen
Huang Xuechen (chinesisch 黃雪辰 / 黄雪辰, Pinyin Huáng Xuěchén; * 25. Februar 1990 in Shanghai) ist eine chinesische Synchronschwimmerin.

## Karriereverlauf
2007 nahm sie erstmals an Schwimmweltmeisterschaften teil. In der Solo-Disziplin erreichte sie in der Qualifikation 94,000 Punkte und qualifizierte sich damit als 7. fürs Finale. 2008 gewann sie mit ihrem Team eine Bronze-Medaille bei den Olympischen Sommerspielen in Peking. 2009 gewann sie bei den Weltmeisterschaften 2009 in Rom eine Silber- und zwei Bronzemedaillen. 2010 erreichte sie in der Kombination und im Teamwettbewerb jeweils einen ersten Platz bei den Asienspielen. Bei der Darstellung von Alice im Wunderland im Teamwettbewerb spielte sie die Hauptrolle Alice. 2011 nahm sie an den Weltmeisterschaften in Shanghai sehr erfolgreich teil. Sie gewann 5 Silber-Medaillen. In allen Disziplinen gewannen russische Synchronschwimmerinnen.
Bei den Olympischen Sommerspielen 2012 in London gewann sie mit dem Team Silber und im Duett Bronze. 2016 gewann sie mit ihrem Team und im Duett jeweils eine Silber-Medaille bei den Olympischen Sommerspielen in Rio de Janeiro. Bei den 2021 ausgetragenen Olympischen Spielen 2020 wurde sie mit Sun Wenyan im Duett wie schon 2016 Zweite.